# هیوندای آی۱۰
هیوندایی آی۱۰ (Hyundai i۱۰) خودرویی است که از سال ۲۰۰۷ تاکنون در چنای، هند، ایران و مالزی تولید شده‌است.
این خودرو در کلاس خودرو شهری قرار گرفته و طراحی آن خودروهای موتور جلو-محور جلو بوده‌است.

## مونتاژ در ایران
این خودرو را می‌توان به عنوان کوچکترین عضو خانواده هیوندای دانست. البته که با مونتاژ این خودرو در خط تولید کرمان موتور، در حال حاضر آی۱۰ هم در این خط تولید لقب کوچکترین خودرو را دارد. سال‌های پیش بحث آن در میان محافل خودرو وجود داشت که احتمالاً هیوندای آی۱۰ بزودی توسط کرمان موتور به بازار ایران بیاید. مستندات این صحبت‌ها هم چند دستگاه نمونه آی۱۰ بود که این روزها به عنوان خودروهای از رده خارج در بازار جهانی شناخته می‌شوند. بعد از گذشت چند سال شرکت کرمان موتور پای آخرین نسل هیوندای آی۱۰ را به بازار ایران باز کرد. نسخه ای از این هاچ بک کوچک شهری به بازار ایران آمده‌است که در حال حاضر به عنوان آخرین مدل و فیس لیفت آن در بازار جهانی شناخته می‌شود. هیوندای آی۱۰ کرمان موتور به موتور ۱۲۴۸ سی سی مجهز است که حدود ۸۶ تا ۸۸ اسب بخار را با گشتاور ۱۲۱ نیوتون متر تولید می‌کند.